# Ostracion immaculatus
Ostracion immaculatus — вид скелезубоподібних риб родини кузовкових (Ostraciidae).

## Поширення
Вид поширений на північному заході Тихого океану біля узбережжя Японії.

## Опис
Тіло кубоподібної форми, завдовжки до 25 см.

## Спосіб життя
Риба мешкає у помірних водах серед скелястих рифів. Веде одиночний спосіб життя.

## Живлення
Живиться, в основному, водоростями. В раціон також входить планктон, губки, молюски, черви, форамініфери, дрібні ракоподібні та риби.